# Taglio-Isolaccio
Taglio-Isolaccio est une commune française située dans la circonscription départementale de la Haute-Corse et le territoire de la collectivité de Corse. Elle appartient à l'ancienne piève de Tavagna.

## Géographie
Les communes limitrophes sont Penta-di-Casinca, Pero-Casevecchie, Pruno et Talasani.
La commune de Tagliu Isulaccia se situe dans la pieve de Tavagna, dans le canton de Fium'Alto d'Ampugnani en Castagniccia (La Chataigneraie).
Elle est composée de deux villages, Tagliu et Isulaccia, qui se font face sur la partie la plus haute. Elle s'étend de la montagne jusqu'à la mer. 
Un nouveau lotissement se développe depuis la fin des années soixante dans la plaine avec notamment la fromagerie renommée A Filetta (La Fougère) et un très grand centre de vacances (La Résidence des Isles).
 (septembre 2024).
Le Parc Galéa, à Tagliu-Isulaccia, ce sont neuf hectares consacrés aux richesses de la Corse, de la Méditerranée mais aussi du monde.
Le visiteur retrouve dans de grands pavillons, des expositions scéno-graphiées multimédia sur la vie dans l’île il y a 100 ans, sur l’industrie, la viticulture, l’agriculture, la navigation, la flore sous-marine, mais aussi la tradition polyphonique[Quoi ?], la musique. Deux espaces muséaux, climatisés, confortables, d'un total de 1 700 m2 offrent des textes riches et précis, approuvés et parfois rédigés par les universitaires de Corte. L’extérieur est un immense jardin proposant toutes les essences végétales de l'île et du bassin méditerranéen. Si les adultes y trouvent leur compte en deux heures de promenade, les enfants ne s’ennuieront pas puisque des jeux de piste, des ateliers artisans en herbe sont organisés l’été. Un complément culturel idéal, avec une vue panoramique idéale sur la mer Tyrrhénienne.

## Urbanisme

### Typologie
Au 1er janvier 2024, Taglio-Isolaccio est catégorisée commune rurale à habitat dispersé, selon la nouvelle grille communale de densité à sept niveaux définie par l'Insee en 2022.
Elle appartient à l'unité urbaine de Penta-di-Casinca, une agglomération intra-départementale regroupant sept  communes, dont elle est une commune de la banlieue,,. Par ailleurs la commune fait partie de l'aire d'attraction de Bastia, dont elle est une commune de la couronne,. Cette aire, qui regroupe 93 communes, est catégorisée dans les aires de 50 000 à moins de 200 000 habitants,.
La commune, bordée par la mer Méditerranée, est également une commune littorale au sens de la loi du 3 janvier 1986, dite loi littoral. Des dispositions spécifiques d’urbanisme s’y appliquent dès lors afin de préserver les espaces naturels, les sites, les paysages et l’équilibre écologique du littoral, tel le principe d'inconstructibilité, en dehors des espaces urbanisés, sur la bande littorale des 100 mètres, ou plus si le plan local d’urbanisme le prévoit.

### Occupation des sols
L'occupation des sols de la commune, telle qu'elle ressort de la base de données européenne d’occupation biophysique des sols Corine Land Cover (CLC), est marquée par l'importance des forêts et milieux semi-naturels (68,4 % en 2018), néanmoins en diminution par rapport à 1990 (71,6 %). La répartition détaillée en 2018 est la suivante : 
forêts (64,8 %), zones agricoles hétérogènes (25,1 %), zones urbanisées (6,5 %), milieux à végétation arbustive et/ou herbacée (3,6 %), eaux maritimes (0,1 %). L'évolution de l’occupation des sols de la commune et de ses infrastructures peut être observée sur les différentes représentations cartographiques du territoire : la carte de Cassini (XVIIIe siècle), la carte d'état-major (1820-1866) et les cartes ou photos aériennes de l'IGN pour la période actuelle (1950 à aujourd'hui).

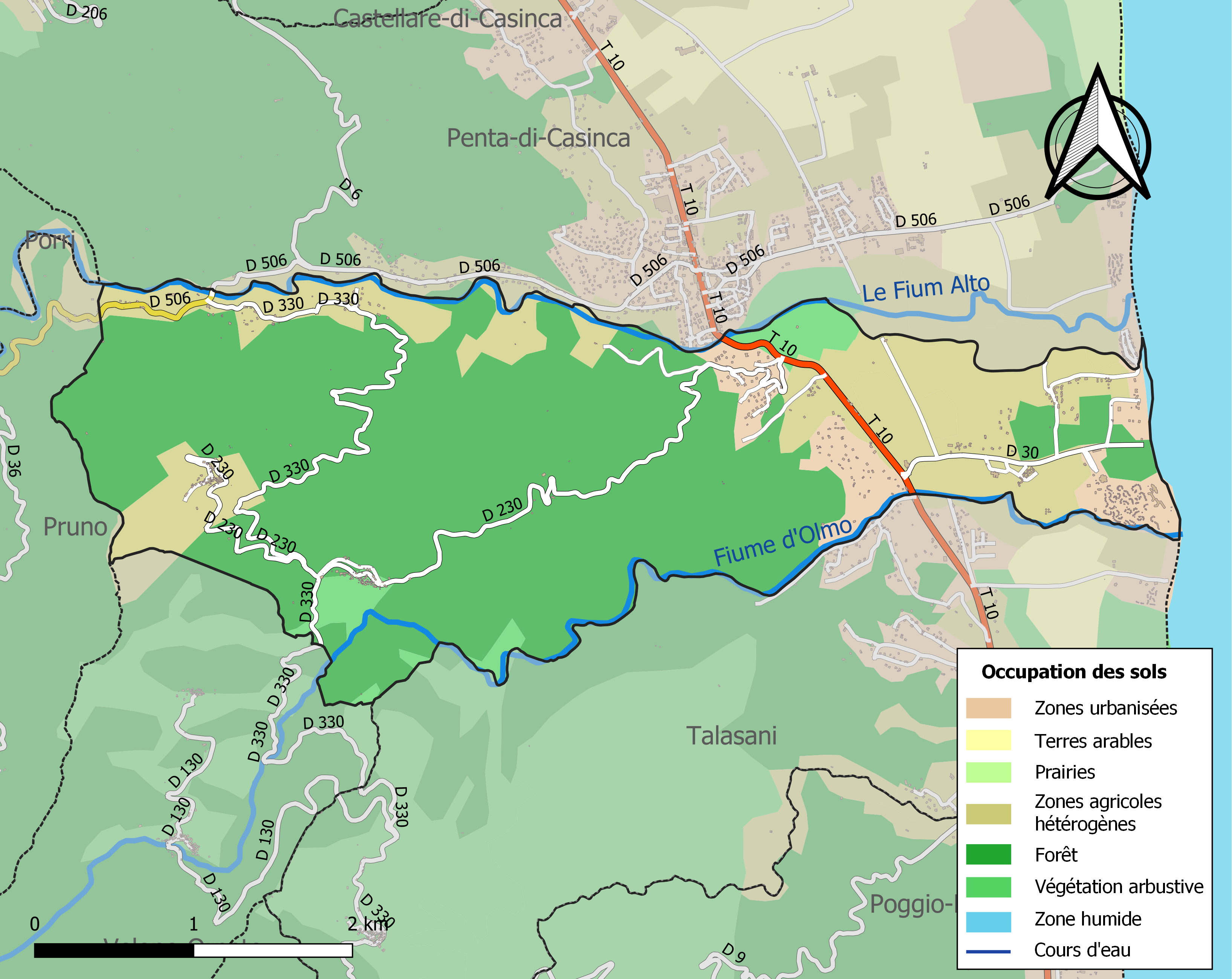
Carte des infrastructures et de l'occupation des sols de la commune en 2018 (CLC).

## Toponymie
Les noms corses des deux villages qui composent la commune sont Visulaccia [bizuˈlaʧʧa] et Tagliu [ˈtaʎʎu].
Leurs habitants sont respectivement dénommés Visulaccesi et Taglinchi.

## Politique et administration
| Période    | Période  | Identité               | Étiquette | Qualité           |
| ---------- | -------- | ---------------------- | --------- | ----------------- |
| avant 1995 | 2014     | Jules Étienne Mari     | DVD       |                   |
| mars 2014  | En cours | Marie-Thérèse Mariotti | LR        | Chef d'entreprise |

## Population et société

### Démographie
L'évolution du nombre d'habitants est connue à travers les recensements de la population effectués dans la commune depuis 1800. Pour les communes de moins de 10 000 habitants, une enquête de recensement portant sur toute la population est réalisée tous les cinq ans, les populations de référence des années intermédiaires étant quant à elles estimées par interpolation ou extrapolation. Pour la commune, le premier recensement exhaustif entrant dans le cadre du nouveau dispositif a été réalisé en 2007.

En 2022, la commune comptait 609 habitants, en évolution de +6,65 % par rapport à 2016 (Haute-Corse : +5,15 %, France hors Mayotte : +2,11 %).
| 1800 | 1806 | 1821 | 1831 | 1836 | 1841 | 1846 | 1851 | 1856 |
| ---- | ---- | ---- | ---- | ---- | ---- | ---- | ---- | ---- |
| 439  | 487  | 542  | 583  | 629  | 731  | 720  | 722  | 690  |

| 1861 | 1866 | 1872 | 1876 | 1881 | 1886 | 1891 | 1896 | 1901 |
| ---- | ---- | ---- | ---- | ---- | ---- | ---- | ---- | ---- |
| 635  | 619  | 601  | 600  | 621  | 642  | 611  | 627  | 620  |

| 1906 | 1911 | 1921 | 1926 | 1931 | 1936 | 1946 | 1954 | 1962 |
| ---- | ---- | ---- | ---- | ---- | ---- | ---- | ---- | ---- |
| 652  | 660  | 563  | 558  | 487  | 536  | 438  | 539  | 427  |

| 1968 | 1975 | 1982 | 1990 | 1999 | 2006 | 2007 | 2012 | 2017 |
| ---- | ---- | ---- | ---- | ---- | ---- | ---- | ---- | ---- |
| 420  | 383  | 364  | 526  | 535  | 521  | 523  | 565  | 572  |

| 2022 | - | - | - | - | - | - | - | - |
| ---- | - | - | - | - | - | - | - | - |
| 609  | - | - | - | - | - | - | - | - |

## Culture locale et patrimoine

### Lieux et monuments
- Ruine de maison forte au lieu-dit Conca.

- L'église paroissiale Saint-Michel d'Isulaccia et son célèbre clocher sont situés sur l'emplacement d'une église romane, remaniée. Elle est inscrite à l'Inventaire général du patrimoine culturel[13].

- L'église de Tagliu, doté d'un clocher élancé, date du XVIIIe siècle. Elle fut construite sur l'emplacement d'une ancienne chapelle romane déjà et toujours dédiée à San Mamiliano. L'église primitive se trouvait  au lieu-dit "U Santu", au-dessus du village. Elle fut confirmée dès 1500 par Alexandre VI dans le patrimoine de Monte Christo. San Mamiliano, saint patron des navigants dans l'archipel toscan, a vécu et est mort en ermite sur l'île de Monte Christo. Sur cette île, actuellement inhabitée et depuis peu constituée en réserve naturelle, s'élevait l'antique monastère, aujourd'hui en ruine, qui prit ensuite le nom de San Mamiliano. Cette puissante abbaye bénédictine possédait en Corse entre le Xe et le XIIIe siècle de vastes propriétés, dont l'église de Tagliu.

- L'église San Mamiliano abrite : 
  - derrière le maître autel, un tableau classé représentant "La Vierge Allaitant" (ce qui est assez rare), entourée de San Mamiliano, de saint Jean-Baptiste et de saint Roch. C'est une huile sur toile du XVIIe siècle de 2 m x 1,60 m, classée en 1970 et dont le dossier de restauration est en cours.
  - une statue de la Vierge en bois polychrome de 1,10 m inscrite à l'inventaire en 1970,
  - ainsi que d'autres œuvres intéressantes : un tableau de la Vierge du Rosaire datant du XVIIIe siècle et un chemin de croix, également du XVIIIe siècle.

Dans la sacristie, on peut voir l'emplacement encore visible par lequel on ensevelissait les morts dans "l'Arca", fosse commune qui servit de sépulture jusqu'en 1880, date de la construction de l'actuel cimetière. Le clocher, qui mesure 131 "palmi" de haut, est plus récent. La première pierre a été posée le 16 mai 1851 sous la direction de l'architecte Giacomo Santo Piana de Casabianca.
Dans le village de Taglio, une maison porte l'inscription " Allogio Dei Poveri" (le logis des pauvres) qui indique qu'elle était à la disposition de ceux que l'on appelaient "I Rimiti" (les SDF actuels) qui se déplaçaient seuls ou en groupes de villages en villages et demandaient l'aumône lors des fêtes patronales (ici le 15 septembre). Les plus chanceux vendaient du fil et des aiguilles, les autres n'avaient rien d'autre à proposer qu'une image pieuse suspendue à leur cou.

### Personnalités liées à la commune
Taglio a une tradition historique de chanteurs réputés dont les natifs : 
- Antoine-Baptiste Paoli, dit Paoli Di Tagliu, auteur de plusieurs chansons et sonnets dont le célèbre "U Lamentu Di u Castagnu" (la lamentation d'un chataignier).
- le "Paghjellaiu" Ghjuliu Bernardini, qui a fait partie du groupe Canta U Populu Corsu"
- ses fils Jean-François et Alain Bernardini, les fondateurs du célèbre groupe I Muvrini.

Pascal Sicurani (1869-1915). Capitaine au 68e bataillon de chasseurs alpins pendant la Grande Guerre, il tombe au champ d'honneur le 22 décembre 1915 à la tête de la 8e compagnie lors d'une attaque allemande lors de la bataille de l'Hartmannswillerkopf en Alsace. Inhumé dans sa commune natale en 1922.
Isulaccia est la commune d'origine de Laurent Preziosi, né le 22 juin 1912 à Maison Carrée (Algérie) pendant l'affectation professionnelle de son père. Il fut en décembre 1942 un des quatre agents secrets de la 1re mission secrète Pearl Harbour (avec de Saule, Toussaint et Pierre Griffi), envoyée en Corse avec l'appui logistique du sous-marin Casabianca (tourelle visible sur la place Saint-Nicolas à Bastia).
Les services français établis à Alger, avec l'aval des autorités anglo-américaines, avaient décidé de coordonner les différents réseaux de résistance en vue de la libération de l'Ile.
Laurent Preziosi est notamment titulaire de la Croix de guerre avec palmes et étoiles, de la Médaille militaire, de la Médaille de la Résistance, de la Croix de Combattant Volontaire de la Résistance (CVR), de celles d'Officier de la Légion d'honneur et d'Officier de l'Ordre national du Mérite.